# マイ・ロスト・シティー
『マイ・ロスト・シティー』は、アメリカの小説家F・スコット・フィッツジェラルドの作品集。フィッツジェラルドの短編小説5編とエッセイ1編、村上春樹のエッセイ1編が収録されている。

## 概要
1981年5月、中央公論社で刊行。本書は村上春樹が最初に上梓した翻訳。表紙の絵は落田洋子。単行本の正式タイトルは「マイ・ロスト・シティー フィッツジェラルド作品集」。1984年6月、中公文庫で文庫再刊された。
2006年5月、中央公論新社「村上春樹 翻訳ライブラリー」シリーズの一冊で新書再刊された際、大幅に訳稿に手が加えられた。新たに、マイケル・モクによるフィッツジェラルドへのインタビューと「哀しみの孔雀」の別エンディングの翻訳が収録された。

## 内容
| タイトル                                     | 執筆者                       | 初出                                                                                      |
| -------------------------------------------- | ---------------------------- | ----------------------------------------------------------------------------------------- |
| フィッツジェラルド体験                       | 村上春樹                     | 『海』1980年12月号                                                                        |
| 残り火 The Lees of Happiness                 | スコット・フィッツジェラルド | 『海』1980年12月号                                                                        |
| 氷の宮殿 The Ice Palace                      | スコット・フィッツジェラルド | 『海』1980年12月号                                                                        |
| 哀しみの孔雀 Lo, the Poor Peacock            | スコット・フィッツジェラルド | 『カイエ』1979年8月号                                                                     |
| 失われた三時間 Three Hours Between Planes    | スコット・フィッツジェラルド | 『happy end通信』1980年2月号                                                              |
| アルコールの中で An Alcoholic Case           | スコット・フィッツジェラルド | 『海』1980年12月号                                                                        |
| マイ・ロスト・シティー My Lost City          | スコット・フィッツジェラルド | 『happy end通信』1980年8月号                                                              |
| F・スコット・フィッツジェラルド インタビュー | マイケル・モク               | ※「村上春樹 翻訳ライブラリー」版のみに収録 （初出は1998年11月刊行の『インタヴューズII』） |